# Martín (Hache)
Martín (Hache) is een Argentijns-Spaanse film uit 1997, geregisseerd door Adolfo Aristarain.

## Verhaal
De 19-jarige Argentijn Martín overleeft ternauwernood een overdosis drugs. Zijn moeder stuurt hem naar zijn vader in Madrid die ook Martín heet. Zijn vader, die filmregisseur is, woont samen met zijn veel jongere minnares Alicia en de homoseksuele acteur Dante. Hij houdt ervan om alleen te zijn en tijd door te brengen met zijn huisgenoten en zit niet te wachten op de zorg voor zijn zoon.

## Rolverdeling
| Acteur            | Personage          |
| ----------------- | ------------------ |
| Federico Luppi    | Martín             |
| Juan Diego Botto  | Hache              |
| Eusebio Poncela   | Dante              |
| Cecilia Roth      | Alicia             |
| Ana María Picchio | Blanca             |
| Sancho Gracia     | José María Navarro |

## Ontvangst

### Prijzen en nominaties
De film won 18 prijzen en werd voor 8 andere genomineerd. Een selectie:
| Jaar | Evenement                      | Categorie                         | Genomineerde                                                        | Resultaat   |
| ---- | ------------------------------ | --------------------------------- | ------------------------------------------------------------------- | ----------- |
| 1997 | San Sebastián (45ste editie)   | Gouden Schelp voor beste film     | Martín (Hache)                                                      | Genomineerd |
| 1997 | San Sebastián (45ste editie)   | Zilveren Schelp voor beste acteur | Federico Luppi                                                      | Gewonnen    |
| 1998 | Premio Goya (12de editie)      | Beste film                        | Martín (Hache)                                                      | Genomineerd |
| 1998 | Premio Goya (12de editie)      | Beste regisseur                   | Adolfo Aristarain                                                   | Genomineerd |
| 1998 | Premio Goya (12de editie)      | Beste actrice                     | Cecilia Roth                                                        | Gewonnen    |
| 1998 | Premio Goya (12de editie)      | Beste geluid                      | Daniel Goldstein, Ricardo Steinberg, Carlos Garrido, Ángel Gallardo | Genomineerd |
| 1998 | Cóndor de Plata (46ste editie) | Beste film                        | Martín (Hache)                                                      | Genomineerd |
| 1998 | Cóndor de Plata (46ste editie) | Beste regisseur                   | Adolfo Aristarain                                                   | Gewonnen    |
| 1998 | Cóndor de Plata (46ste editie) | Beste acteur                      | Federico Luppi                                                      | Gewonnen    |
| 1998 | Cóndor de Plata (46ste editie) | Beste actrice                     | Cecilia Roth                                                        | Gewonnen    |
| 1998 | Cóndor de Plata (46ste editie) | Beste mannelijke bijrol           | Eusebio Poncela                                                     | Gewonnen    |
| 1998 | Cóndor de Plata (46ste editie) | Beste origineel scenario          | Adolfo Aristarain, Kathy Saavedra                                   | Genomineerd |